# Lehi
Lehi, de Mormoonse aartsvader uit 1 Nephi 1 in het Boek van Mormon, was een boeteprofeet uit de tijd van koning Zedekia van Judea, en werd door de Joden in Jeruzalem vervolgd om zijn waarschuwingen. In een droom wordt hij gewaarschuwd om de stad te ontvluchten, omdat de Joden hem naar het leven staan. Hij trekt met zijn gezin de wildernis in, waarbij de twee oudste zoons Laman en Lemuël opstandig zijn, en de jongste zoons Sam en Nephi volgzaam. 
Lehi krijgt, opnieuw via openbaring opdracht om zijn zonen terug te sturen naar Jeruzalem om de toenmalige canon van het Oude Testament, gegraveerd op bronzen platen, te verkrijgen van ene Laban (niet te verwarren met de Laban uit het Oude Testament), een vermogend en machtig man. Zij proberen dat eerst door die van hem te kopen, want ook Lehi was niet onbemiddeld, waarop Laban hen echter van hun rijkdommen berooft, en zelfs tracht om hen te doden. Dit is voor hen reden om Jeruzalem weer te ontvluchten. 
Nephi is echter niet voornemens om terug te keren tot zijn vader totdat hij zijn goddelijke missie succesvol heeft voltooid. Van tevoren niet wetende wat te doen keert hij nogmaals terug naar Jeruzalem, waar hij Laban dronken aantreft. Hij ontneemt hem zijn zwaard en onthoofdt hem daarmee, waarna hij alsnog de bronzen platen verkrijgt. 
Zij keren terug naar Lehi, die hen daarna nogmaals naar Jeruzalem zendt om het gezin van Ismaël en diens dochters te overreden met hen mee te gaan, zodat de zonen van Lehi dochters zullen hebben om te huwen en zich te vermeerderen. 
Zij keren terug met Samuël en diens gezien, waarna zij langs een rivier naar het zuiden reizen en vanuit de Rode Zee rond 600 v.Chr. scheep gaan naar "het beloofde land" Amerika, waar zij later ook aankomen en het begin vormen van een nieuwe bevolking van Amerika. 
Het Boek van Mormon maakt later melding van ten minste één overlevende van een andere bevolkingsgroep, de zogenaamde Jaredieten, die zichzelf door onderlinge oorlogen had uitgeroeid. Ook wordt er gesproken van een bevolkingsgroep die zich later bij het volk van Lehi voegt, de zogenaamde Mulekieten. 
Het Boek van Mormon vermeldt niet duidelijk of het Amerikaanse continent al dan niet bevolkt was bij de aankomst van Lehi, maar er zijn wel aanwijzingen te vinden waaruit impliciet afgeleid kan worden dat dit continent toen al bevolkt moet zijn geweest. 
Afgezien van het Boek van Mormon is er geen historisch bewijs voor het bestaan van Lehi. Wel is uit Egyptische bronnen bekend dat in dezelfde tijd de Phoenicische kapitein van Farao Necho II vanuit de Rode Zee om Afrika heen voer, tot aan de monding van de Nijl.